# Qualcosa qualcuno/Alleluia se
Qualcosa qualcuno/Alleluia se è un singolo del cantautore italiano Umberto Tozzi, pubblicato su vinile a 45 giri nel 1979.
Le due canzoni sono state estratte dall'album Gloria dello stesso anno.